# Федеральна виборча комісія США
Федеральна виборча комісія США (ФВК) (англ. Federal Election Commission (FEC)) — незалежний регулюючий колегіальний орган в США, метою якого є забезпечення фінансування виборчих кампаній в рамках федеральних виборів. Створена у 1974 році шляхом внесення змін до Закону про федеральну виборчу кампанію, комісія «розкриває фінансову інформацію кампанії, для забезпечення дотримання положень закону, таких як межі і заборони по внесках, а також для спостереження за державне фінансування президентських виборів».
Через те, що ряд членів подали у відставку та не підтвердили заміни, комісія не має кворуму і не може виконувати більшість своїх регуляторних функцій.

## Склад і членство в комісії
До складу комісії входять шість членів, які призначаються президентом США та підтверджуються Сенатом Сполучених Штатів. Кожен член має шестирічний термін повноважень, але два з них підлягають призначенню що два роки. Уповноважені можуть вручити повноваження після закінчення терміну їх дії, якщо їх не замінять. За законом, не більше трьох уповноважених можуть бути членами однієї політичної партії, а для будь-яких дій офіційної комісії потрібно не менше чотирьох голосів.
Після відставки Меттью Петерсена 31 серпня 2019 року комісія мала лише трьох членів, і не могла виконувати більшість своїх регуляторних функцій та функцій прийняття рішень. Вона не мала шести членів протягом декількох років після відставки Енн Равель у березні 2017 року та відставки Лі Гудмена в лютому 2018 року.
Головування в комісії змінюється серед членів щороку, причому жоден з них не очолює комісію більше одного разу протягом шестирічного терміну. Однак член може обіймати посаду голови не раз, виконуючи службу після шестирічної каденції, якщо не буде призначений наступник. Наприклад, Еллен Л. Вайнтрауб була головою у 2003, 2013 та 2019 роках.

## Повноваження

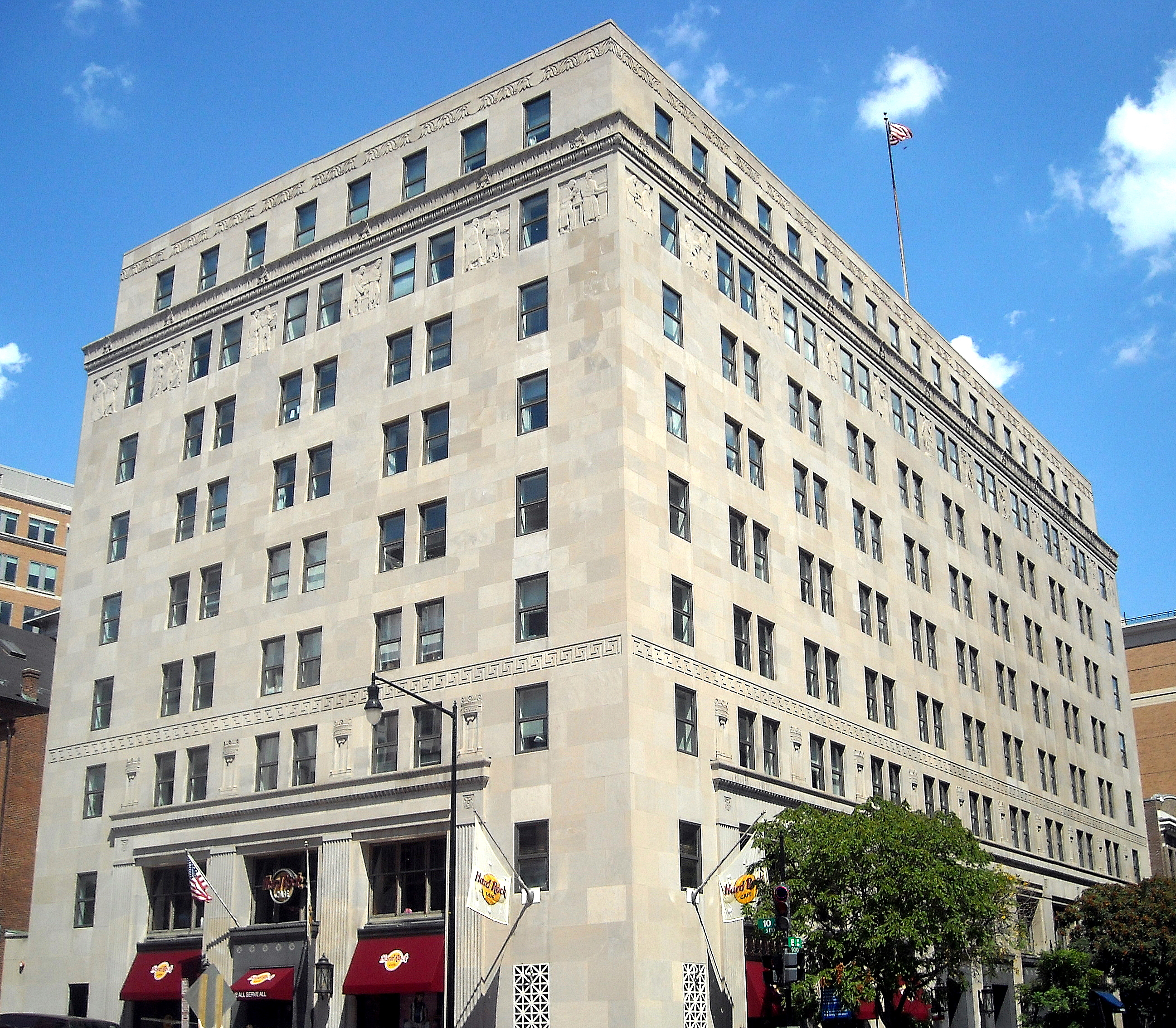
Штаб-квартира комісії у Вашингтоні.

Повноваження комісії обмежуються адмініструванням федеральних законів про фінансування виборчих кампаній. Вона здійснює обмеження та заборони на внески та видатки, адмініструє систему звітності щодо розкриття фінансування кампаній, розслідує та фіксує порушення (зазвичай розслідування ініціюються скаргами інших кандидатів, партій, сторожових груп та громадськості), ревізує обмежену кількість кампаній та організації з питань дотримання, здійснює адміністрування державних програм державного фінансування кандидатів у президенти та до недавнього часу висуває конвенції та захищає статут у викликах федеральних виборчих законів та правил.
ФВК також публікує звіти, подані Сенатом, Палатою представників та президентськими кампаніями, в яких перераховано кількість залучених та витрачених коштів кожної кампанії, а також список усіх донорів, що перевищують 200 доларів, разом із домашньою адресою, роботодавцем та посадою кожного донора. Ця база даних запущена з 1980 року. Приватним організаціям заборонено використовувати ці дані для залучення нових донорів (і ФВК уповноважує кампанії включати обмежену кількість підставних імен як захід для запобігання цьому), але вони можуть використовувати ці дані про звернення до комітетів з політичних дій. Комісія також підтримує активну програму народної освіти, спрямовану насамперед на роз'яснення законів кандидатам, їх кампаніям, політичним партіям та іншим політичним комітетам, які вона регулює.

## Критика

### Фінансування кампанії
Критики ФВК, включаючи прихильників реформи фінансування агітаційних кампаній, скаржилися, що це класичний приклад регуляторного захоплення, коли він відповідає інтересам тих, кого він мав би регулювати. Двопартійна структура ФВК, яка була створена Конгресом, робить комісію «беззубою». Критики також стверджують, що більшість покарань комісії за порушення виборчого законодавства припадає на період після фактичних виборів, на яких вони були вчинені. Крім того, деякі критики стверджують, що комісари, як правило, діють як озброєння «регульованої громади» партій, груп інтересів та політиків при видачі постанов і та їх написанні. Інші зауважують, що комісари рідко цезуються рівномірно по партійних лініях, і що проблема часу реагування може бути ендемічною для процедур правозастосування, встановлених Конгресом. Щоб виконати необхідні кроки для вирішення скарги — включаючи час для відповіді відповідачів на скаргу, час для розслідування та залучення до правового аналізу, і, нарешті, де це вимагається, притягнення до кримінальної відповідальності — обов'язково займає набагато більше часу, ніж порівняно короткий період політичної кампанії.

### Перші питання щодо поправок
Критики, в тому числі колишні голови комісії Бредлі Сміт та Стівен М. Хорстінг, виконавчий директор Центру конкурентної політики, критикують ФВК за переслідування надмірно агресивних теорій правоохоронних органів, що є порушенням права на свободу слова Першої поправки до Конституції.
Розділ з цього питання набув особливого значення в останні кілька років адміністрації Барака Обами. Комісари зайшли в глухий кут з кількох голосів щодо того, чи слід регулювати Twitter, Facebook та інші інтернет-сервіси для політичної агітації, а також голосування, щоб покарати «Fox News» за критерії відбору, які вони використовували в президентських дебатах.

### Суперечності
Критики комісії також стверджують, що структура членства регулярно спричиняє суперечності в голосуванні зі співвідношенням голосів 3-3, але інші стверджують, що суперечності насправді доволі рідкісні і, як правило, ґрунтуються на принципі, а не на партійності. З 2008 року 3-3 голоси стали більш поширеними в роботі ФВК. З 2008 року по серпень 2014 року комісія отримала понад 200 голосів, що становить приблизно 14 відсотків усіх голосів у справах про виконання законів.